# Melolontha tonkinensis
Melolontha tonkinensis är en skalbaggsart som beskrevs av Moser 1913. Melolontha tonkinensis ingår i släktet Melolontha och familjen Melolonthidae. Inga underarter finns listade i Catalogue of Life.